# Trinectes xanthurus
Trinectes xanthurus е вид лъчеперка от семейство Achiridae. Видът не е застрашен от изчезване.

## Разпространение и местообитание
Разпространен е в Колумбия, Коста Рика, Никарагуа, Панама, Салвадор и Хондурас.
Среща се на дълбочина от 1,5 до 70 m, при температура на водата около 25,1 °C и соленост 33,5 ‰.